# Qualifikation für den Asia Cup 2022
Die Qualifikation für den Asia Cup 2022 waren drei Cricketwettbewerbe für asiatische Nationalmannschaften die einen Qualifikationsplatz für den Asia Cup 2022 ermitteln. Nachdem jeweils zwei Teilnehmer in Ost- und Westasien ermittelt wurden, wurde ein Endturnier als Asia Cup Qualifier 2022 direkt vor dem Endturnier ausgetragen. Dort konnte sich Hongkong durchsetzen und qualifizierte sich für den Asia Cup.

## ACC Western Region T20
Das Turnier für westasiatische Mannschaften fand vom 23. bis 27. Februar 2020 in Oman statt.

### Teilnehmer
Insgesamt nahmen acht Mannschaften aus Westasien an diesem Turnier teil
- Bahrain
- Iran
- Kuwait
- Malediven
- Oman
- Katar
- Saudi Arabien
- Ver. Arab. Emirate

### Gruppe A
Tabelle
| Gruppe A  | Sp. | S | N | NR | P | NRR    |
| --------- | --- | - | - | -- | - | ------ |
| Bahrain   | 3   | 2 | 1 | 0  | 4 | +1.461 |
| Katar     | 3   | 2 | 1 | 0  | 4 | +1.391 |
| Oman      | 3   | 2 | 1 | 0  | 4 | +1.040 |
| Malediven | 3   | 0 | 3 | 0  | 0 | –3.793 |

Spiele
| 23. Februar Scorecard | Muskat (Turf 1) | Katar 196-4 (20)           | – | Malediven 90-9 (20) |
|                       |                 | Katar gewinnt mit 106 Runs |   |                     |

| 23. Februar Scorecard | Muskat (Turf 1) | Bahrain 83 (17.1)          | – | Oman 84-2 (13.2) |
|                       |                 | Oman gewinnt mit 8 Wickets |   |                  |

| 24. Februar Scorecard | Muskat (Turf 2) | Katar 175-5 (20)          | – | Oman 141 (19.1) |
|                       |                 | Katar gewinnt mit 34 Runs |   |                 |

| 24. Februar Scorecard | Muskat (Turf 2) | Bahrain 186-9 (20)          | – | Malediven 121-9 (20) |
|                       |                 | Bahrain gewinnt mit 65 Runs |   |                      |

| 25. Februar Scorecard | Muskat (Turf 1) | Malediven 129-7 (20)        | – | Oman 132-0 (14.2) |
|                       |                 | Oman gewinnt mit 10 Wickets |   |                   |

| 25. Februar Scorecard | Muskat (Turf 1) | Katar 106-9 (20)              | – | Malediven 109 (11.5) |
|                       |                 | Bahrain gewinnt mit 6 Wickets |   |                      |

### Gruppe B
Tabelle
| Gruppe B           | Sp. | S | N | NR | P | NRR    |
| ------------------ | --- | - | - | -- | - | ------ |
| Ver. Arab. Emirate | 3   | 3 | 0 | 0  | 6 | +3.114 |
| Kuwait             | 3   | 2 | 1 | 0  | 4 | +1.539 |
| Saudi Arabien      | 3   | 1 | 2 | 0  | 2 | +0.489 |
| Iran               | 3   | 0 | 3 | 0  | 0 | –6.221 |

Spiele
| 23. Februar Scorecard | Muskat (Turf 2) | Iran 61-8 (20)                                      | – | Ver. Arab. Emirate 62-0 (5.3) |
|                       |                 | Vereinigte Arabische Emirate gewinnt mit 10 Wickets |   |                               |

| 23. Februar Scorecard | Muskat (Turf 2) | Saudi Arabien 113 (17.5)     | – | Kuwait 114-1 (10.4) |
|                       |                 | Kuwait gewinnt mit 9 Wickets |   |                     |

| 24. Februar Scorecard | Muskat (Turf 1) | Iran 72-9 (20)                      | – | Saudi Arabien 73-1 (5.3) |
|                       |                 | Saudi-Arabien gewinnt mit 9 Wickets |   |                          |

| 24. Februar Scorecard | Muskat (Turf 1) | Ver. Arab. Emirate 186-5 (20)                    | – | Iran 139 (17.4) |
|                       |                 | Vereinigte Arabische Emirate gewinnt mit 47 Runs |   |                 |

| 25. Februar Scorecard | Muskat (Turf 2) | Ver. Arab. Emirate 150 (19)                      | – | Iran 138-7 (20) |
|                       |                 | Vereinigte Arabische Emirate gewinnt mit 12 Runs |   |                 |

| 25. Februar Scorecard | Muskat (Turf 2) | Iran 108-8 (20)              | – | Kuwait 109-2 (12.5) |
|                       |                 | Kuwait gewinnt mit 8 Wickets |   |                     |

### Halbfinale
| 3. September Scorecard | Muskat (Turf 1) | Kuwait 210-4 (20)          | – | Bahrain 123 (17) |
|                        |                 | Kuwait gewinnt mit 87 Runs |   |                  |

| 3. September Scorecard | Muskat (Turf 2) | Ver. Arab. Emirate 122 (18.4)                    | – | Katar 94 (20) |
|                        |                 | Vereinigte Arabische Emirate gewinnt mit 28 Runs |   |               |

### Finale
| 27. Februar Scorecard | Muskat (Turf 1) | Ver. Arab. Emirate 199-5 (20)                     | – | Kuwait 97-7 (20) |
|                       |                 | Vereinigte Arabische Emirate gewinnt mit 102 Runs |   |                  |

## ACC Eastern Region T20
Das Turnier für ostasiatische Mannschaften fand vom 29. Februar bis 6. März 2020 in Thailand statt.

### Teilnehmer
Insgesamt sollten acht Mannschaften aus Ostasien an diesem Turnier teilnehmen. Jedoch sagten drei Teams zuvor auf Grund der COVID-19-Pandemie ab.
- Bhutan[2]
- China[2]
- Hongkong
- Malaysia
- Myanmar[2]
- Nepal
- Singapur
- Thailand

### Gruppe
Tabelle
| Gruppe   | Sp. | S | N | NR | P | NRR    |
| -------- | --- | - | - | -- | - | ------ |
| Singapur | 4   | 3 | 0 | 1  | 7 | +3.117 |
| Hongkong | 4   | 3 | 1 | 0  | 6 | +1.674 |
| Malaysia | 4   | 2 | 2 | 0  | 4 | –0.748 |
| Nepal    | 4   | 1 | 2 | 1  | 3 | +0.690 |
| Thailand | 4   | 0 | 4 | 0  | 0 | –4.283 |

Spiele
| 29. Februar Scorecard | Bangkok | Singapur 139-7 (20)          | – | Thailand 96 (19) |
|                       |         | Singapur gewinnt mit 43 Runs |   |                  |

| 29. Februar Scorecard | Bangkok | Malaysia 154-6 (20)          | – | Nepal 132 (19.5) |
|                       |         | Malaysia gewinnt mit 22 Runs |   |                  |

| 1. März Scorecard | Bangkok | Hongkong 154-6 (20)          | – | Thailand 111 (18.1) |
|                   |         | Hongkong gewinnt mit 43 Runs |   |                     |

| 1. März Scorecard | Bangkok | Thailand 85-9 (20)             | – | Malaysia 86-2 (11.5) |
|                   |         | Malaysia gewinnt mit 8 Wickets |   |                      |

| 3. März Scorecard | Bangkok | Singapur 239-3 (20)           | – | Thailand 111 (15.1) |
|                   |         | Singapur gewinnt mit 128 Runs |   |                     |

| 3. März Scorecard | Bangkok | Thailand 77-8 (20)             | – | Hongkong 78-2 (7.4) |
|                   |         | Hongkong gewinnt mit 8 Wickets |   |                     |

| 4. März Scorecard | Bangkok | Thailand 66 (20)            | – | Nepal 72-1 (5.3) |
|                   |         | Nepal gewinnt mit 9 Wickets |   |                  |

| 4. März Scorecard | Bangkok | Singapur 168-5 (20)          | – | Hongkong 152-8 (20) |
|                   |         | Singapur gewinnt mit 16 Runs |   |                     |

| 6. März Scorecard | Bangkok | Nepal    | – | Singapur |
|                   |         | Abgesagt |   |          |

| 6. März Scorecard | Bangkok | Malaysia 132-6 (20)            | – | Hongkong 133-4 (18.5) |
|                   |         | Hongkong gewinnt mit 6 Wickets |   |                       |

## Asia Cup Qualifier 2022
Das Turnier wurde direkt vor dem Endrundenturnier zwischen dem 20. und 24. August 2022 in Oman ausgetragen.

### Kaderlisten
| Twenty20 | Twenty20 | Twenty20 | Twenty20 |
| Hongkong | Kuwait | Singapur | Ver. Arab. Emirate |
| --- | --- | --- | --- |
| - Nizakat Khan (K) - Kinchit Shah (VK) - Zeeshan Ali - Haroon Arshad - Mohammad Ghazanfar - Babar Hayat - Aftab Hussain - Ateeq Iqbal - Aizaz Khan - Ehsan Khan - Scott McKechnie (wk) - Yasim Murtaza - Dhananjay Rao - Wajid Shah - Ayush Shukla - Ahan Trivedi - Mohammad Waheed | - Mohammed Aslam (K) - Nawaf Ahmed - Mohammad Amin - Meet Bhavsar (wk) - Adnan Idrees - Muhammad Kashif - Shiraz Khan - Sayed Monib - Usman Patel - Yasin Patel - Shahrukh Quddus - Ravija Sandaruwan - Mohamed Shafeeq - Haroon Shahid - Edson Silva - Bilal Tahir - Ali Zaheer | - Amjad Mahboob (K) - Vinoth Baskaran - Abdul Rahman Bhadelia - Adwitya Bhargava - Surendran Chandramohan - Aryaveer Chaudhry - Aman Desai - Avi Dixit - Aritra Dutta - Rezza Gaznavi - Vihaan Maheshwari - Janak Prakash - Akshay Puri - Rohan Rangarajan - Jeevan Santhanam - Manpreet Singh (wk) - Aryaman Sunil | - Chundangapoyil Rizwan (VK) - Sultan Ahmed - Sabir Ali - Vriitya Aravind (wk) - Kashif Daud - Zawar Farid - Basil Hameed - Zahoor Khan - Aryan Lakra - Karthik Meiyappan - Rohan Mustafa - Fahad Nawaz - Ahmed Raza - Alishan Sharafu - Junaid Siddique - Chirag Suri - Muhammad Waseem |

### Gruppe
Tabelle
| Gruppe             | Sp. | S | N | NR | P | NRR    |
| ------------------ | --- | - | - | -- | - | ------ |
| Hongkong           | 3   | 3 | 0 | 0  | 6 | +0.641 |
| Kuwait             | 3   | 2 | 1 | 0  | 4 | +1.627 |
| Ver. Arab. Emirate | 3   | 1 | 2 | 0  | 2 | +0.538 |
| Singapur           | 3   | 0 | 3 | 0  | 0 | –2.684 |

Spiele
| 20. August Scorecard | Muskat (Turf 1) | Hongkong 148-9 (20)         | – | Singapur 140-7 (20) |
|                      |                 | Hongkong gewinnt mit 8 Runs |   |                     |

| 21. August Scorecard | Muskat (Turf 1) | Ver. Arab. Emirate 173-5 (20) | – | Kuwait 177-9 (19.5) |
|                      |                 | Kuwait gewinnt mit 1 Wicket   |   |                     |

| 22. August Scorecard | Muskat (Turf 1) | Ver. Arab. Emirate 160-8 (20)                    | – | Singapur 113 (18.3) |
|                      |                 | Vereinigte Arabische Emirate gewinnt mit 47 Runs |   |                     |

| 23. August Scorecard | Muskat (Turf 1) | Kuwait 151-9 (20)              | – | Hongkong 153-2 (17.4) |
|                      |                 | Hongkong gewinnt mit 8 Wickets |   |                       |

| 24. August Scorecard | Muskat (Turf 1) | Singapur 104 (19.5)          | – | Kuwait 105-4 (7.5) |
|                      |                 | Kuwait gewinnt mit 6 Wickets |   |                    |

| 24. August Scorecard | Muskat (Turf 1) | Ver. Arab. Emirate 147 (19.3)  | – | Hongkong 149-2 (19) |
|                      |                 | Hongkong gewinnt mit 8 Wickets |   |                     |